# Diptychophora
Genre
Diptychophora est un genre d'insectes lépidoptères (papillons) nocturnes de la famille des Crambidae essentiellement présents dans les Amériques.

## Description
La tribu des Diptychophorini contient la plupart des plus petites et des plus colorées espèces de la famille des Crambidae. Aucune synapomorphie n'a été proposée pour circonscrire proprement la définition du genre. La morphologie des valves des genitalia mâles ont une forme assez typique dans le genre, mais certaines espèces qui y sont placées, comme Diptychophora powelli ou Diptychophora lojanalis, ne la présentent pas.

## Répartition
La plupart des espèces de ce genre sont trouvées dans les Amériques, mais certaines espèces sont décrites d'Océanie (Australie, Samoa), d'Afrique (Sierra Leone, Seychelles) ou d'Asie (Mandchourie, Inde). Les taxons de l'Ancien Monde pourraient cependant plutôt se rapporter au genre Glaucocharis.

## Taxinomie

### Description originale
Le genre Diptychophora est décrit en 1866 par l'entomologiste wurtembergeois Philipp Christoph Zeller. L'espèce type est Diptychophora kuhlweinii. Le nom du genre vient du grec ancien et signifie « qui porte deux plis », possiblement en référence aux deux resserrements présents sur le termen de l'aile antérieure, près de l'apex, un caractère donné comme diagnostique dans la description originale du genre.
Différents petits crambinés du monde entier — à l'exception du nord de l'Holarctique — sont par la suite placés dans ce genre, jusqu'à ce que Stanisław Błeszyński redéfinisse le genre en 1965 comme restreint aux Néotropiques et au sud du Néarctique, plaçant par défaut les espèces de l'Ancien Monde dans le genre Pareromene.

### Liste des espèces
Selon GlobIZ (5 octobre 2021) :
- Diptychophora ardalia Landry & Becker, 2021
- Diptychophora calliptera Tams, 1935
- Diptychophora desmoteria Meyrick, 1931
- Diptychophora diasticta Gaskin, 1986
- Diptychophora galvani Landry & Becker, 2021
- Diptychophora harlequinalis Barnes & McDunnough, 1914
- Diptychophora huixtla Landry, 1990
- Diptychophora incisalis Dyar, 1925
- Diptychophora kuhlweinii Zeller, 1866
- Diptychophora kuphitincta Lucas, 1898
- Diptychophora lojanalis (Dognin, 1905)
- Diptychophora minimalis Hampson, 1919
- Diptychophora mitis Meyrick, 1931
- Diptychophora muscella Fryer, 1912
- Diptychophora planaltina Landry & Becker, 2021
- Diptychophora powelli Landry, 1990
- Diptychophora strigatalis Hampson, 1900
- Diptychophora subazanalis Bleszynski, 1967

GBIF (5 octobre 2021) liste dans ce genre des espèces placées dans le genre Glaucocharis selon GlobIZ : 
- Diptychophora astrosema Meyrick, 1882
- Diptychophora chrysochyta Meyrick, 1882
- Diptychophora elaina Meyrick, 1882
- Diptychophora helioctypa Meyrick, 1882
- Diptychophora leucoxantha Meyrick, 1882
- Diptychophora microdora Meyrick, 1905
- Diptychophora pyrsophanes Meyrick, 1882

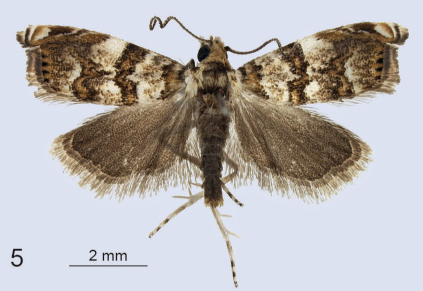
Diptychophora ardalia
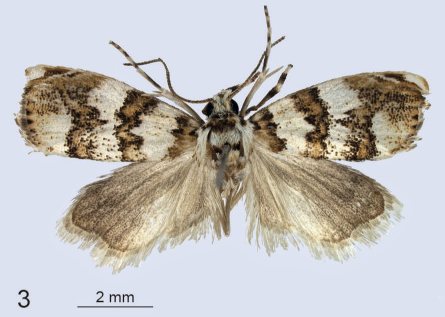
Diptychophora diasticta
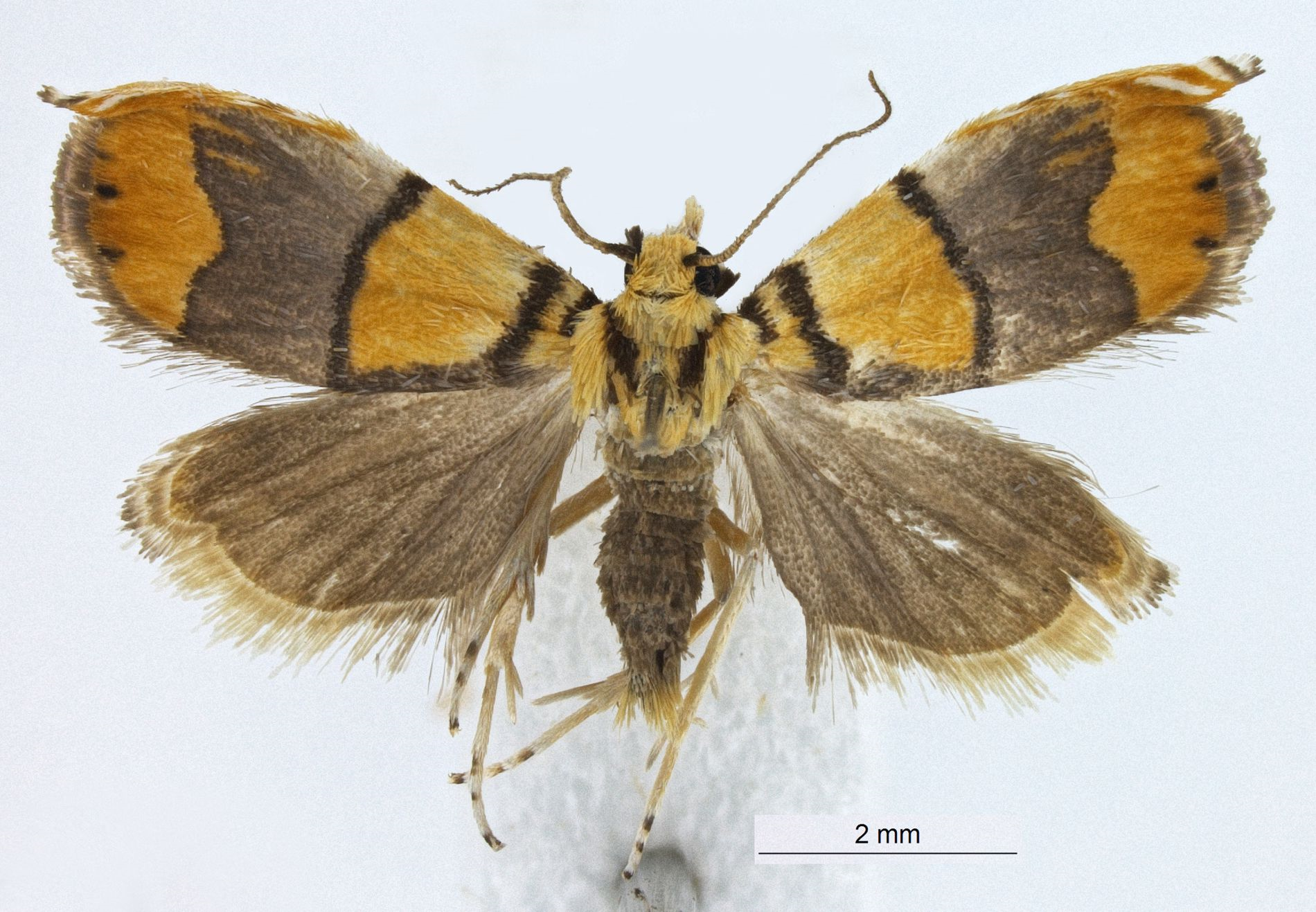
Diptychophora galvani
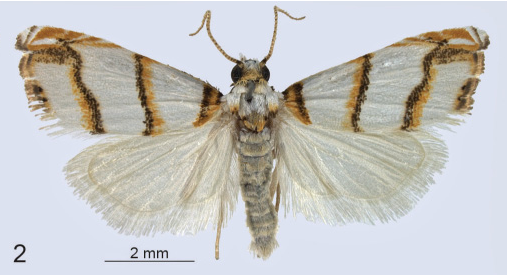
Diptychophora kuhlweinii
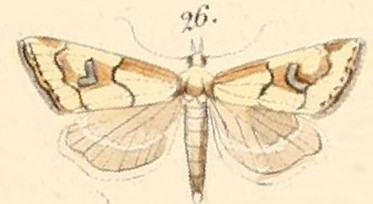
Diptychophora lepidella
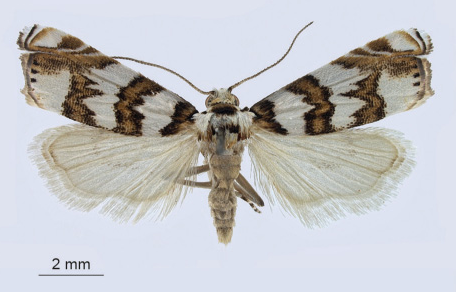
Diptychophora planaltina
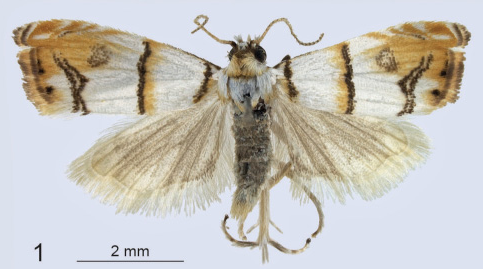
Diptychophora subazanalis